# Parti Pesaka Bumiputera Bersatu
Parti Pesaka Bumiputera Bersatu (en español: Partido Unido de la Tradición Bumiputera) llamado simplemente PBB, es un partido político malayo de ideología conservadora y derechista establecido en 1973. Desde su creación es el partido más grande del estado de Sarawak (gobernándolo ininterrumpidamente) y es miembro de la coalición oficialista Barisan Nasional (Frente Nacional), en el gobierno federal.
Parti Pesaka Bumiputera Bersatu se formó a partir de la combinación de tres partidos de Sarawak; Parti Negara Sarawak (PANAS), Barisan Rakyat Jati Sarawak (BARJASA) y Parti Pesaka Anak Sarawak (PESAKA). La formación del partido fue con el propósito de mejorar el sustento y proteger los derechos de los Bumiputera (grupos étnicos originarios de Malasia) en muchos campos, como la política, la economía y la sociedad.

## Resultados electorales
|  | 3.95 % |

|  | 1.50 % |

|  | 0.69 % |

|  | 1.02 % |

|  | 1.81 % |

|  | 0.71 % |

|  | 1.55 % |

|  | 1.15 % |

|  | 1.65 % |

|  | 2.10 % |